# Exomella merickeli
Exomella merickeli là một loài bọ cánh cứng trong họ Byrrhidae. Loài này được Johnson miêu tả khoa học năm 1985.